# کیگو آبه
کیگو آبه (انگلیسی: Keigo Abe; ۲۸ اکتبر ۱۹۳۸ – ۲۱ دسامبر ۲۰۱۹) کاراته‌کا اهل ژاپن بود. وی استاد برجسته کاراته شوتوکان بود، که انجمن کاراته شوتوکان ژاپن را در سال ۱۹۹۹ تأسیس کرد. او دان ۹ کاراته داشت و شاگرد مستقیم ماساتوشی ناکایاما (۱۹۱۳–۱۹۸۷) و مربی ارشد در انجمن کاراته ژاپن بود.